# Korona Kielce
El Korona Kielce es un club de fútbol de Polonia fundado en la localidad de Kielce el 10 de julio de 1973. Actualmente juega en la Ekstraklasa, la primera división polaca.

## Historia
El club fue creado por una fusión de dos clubes pequeños de Kielce: el SHL Kielce y Iskry Kielce. Durante su primeros treinta años el club apenas logró ascender a la II Liga, siendo su mayor logro llegar a cuartos de final de la Copa de Polonia. En agosto de 2002, el empresario Krzystof Klicki asumió control del club y en cuatro años financió la construcción del Kolporter Korona (el nombre del nuevo estadio del Korona Kielce) y logró ascender al club a la máxima categoría de fútbol en Polonia. En 2005 su club ascendió a la primera división. Además, en su primera temporada en la Ekstraklasa, el club logró el 5º puesto, tan solo por dos puntos del ya desaparecido Amica Wronki. En 2007 llegó a la final de la Copa de Polonia pero perdió la final 2-0 con el Dyskobolia Grodzisk
al finalizar la temporada 2007-08 a pesar de terminar en 6° lugar, fue descendido por escándalos de corrupción. No obstante, tras una temporada donde se terminó en un 3° lugar, lograron regresar a la máxima categoría ya que el campeón Widzew Łódź no le fue permitido el ascenso. Desde ese entonces se mantuvo en la Ekstraklasa, donde en los años 2011-12 y 2016-17 lograron igualar el quinto lugar obtenido en la 2005-06.
La temporada 2019-20 Fue desastrosa ya que estuvo en todo el campeonato en la parte baja de la tabla, terminando descendiendo a 3 fechas del final en el grupo del descenso finalizando en 15° lugar a 10 puntos de la salvación.

## Estadio
En respuesta a los éxitos de Korona, el dueño del club, Krzysztof Klicki, decidió financiar la construcción de que sería el futuro estadio del Korona Kielce: el Kolporter Arena. Sin embargo, el estadio resultó ser demasiado pequeño, y al no cumplir con los requisitos de la Ekstraklasa y la PZPN, el Korona se vio obligado a jugar la primera ronda en su viejo estadio (el cual es actualmente utilizado por los reservas y los equipos juveniles). Tan solo dieciocho meses después, el estadio se inauguró el 1 de abril de 2006 en un partido ante el Zagłębie Lubin.

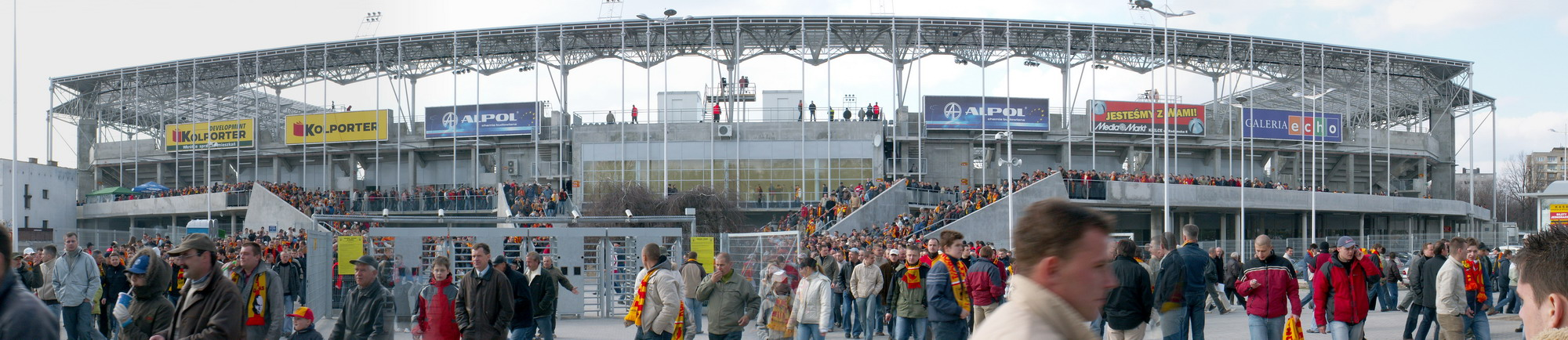
Estadio Municipal de Kielce.

## Jugadores

### Plantilla 2024/25
Actualizado el 2 de mayo de 2024.

### Jugadores destacados
| - Airam Cabrera - Paweł Golański - Arkadiusz Kaliszan - Olivier Kapo - Jacek Kiełb - Wojciech Kowalewski | - Marcin Kuś - Andrzej Niedzielan - Grzegorz Piechna - Andrius Skerla - Piotr Świerczewski - Łukasz Załuska |  |

## Entrenadores
- Zbigniew Pawlak (1973)
- Bogumił Gozdur (1973–77)
- Zbigniew Lepczyk (1978)
- Marian Szczechowicz (1979)
- Wojciech Niedźwiedzki (1979–80)
- Antoni Hermanowicz (1980–83)
- Józef Golla (1983–84)
- Czesław Palik (1984–85)
- Czesław Fudalej (1985)
- Witold Sokołowski (1986)
- Antoni Hermanowicz (1986)
- Bogumił Gozdur (1986)
- Antoni Hermanowicz (1987–88)
- Czesław Palik (1988–91)
- Volodymyr Bulgakov (1992)
- Marian Puchalski (1993)
- Antoni Hermanowicz (1993)
- Marek Parzyszek (1994)
- Czesław Palik (1994–96)
- Włodzimierz Gąsior (1996–99)
- Stanisław Gielarek (1999)
- Antoni Hermanowicz (2000)
- Jacek Zieliński (2000)
- Czesław Palik (2001)
- Robert Orlowski (2001–02)
- Tomasz Muchiński (2002)
- Dariusz Wdowczyk (2002–04)
- Ryszard Wieczorek (2004–07)
- Jacek Zieliński (2007–08)
- Włodzimierz Gąsior (2008–09)
- Marek Motyka (2009)
- Marcin Gawron (2009)
- Marcin Sasal (2009–11)
- Włodzimierz Gąsior (2011)
- Leszek Ojrzyński (2011–13)
- Slawomir Grzesik (2013)
- Pacheta (2013–14)
- Ryszard Tarasiewicz (2014–15)
- Marcin Brosz (2015–16)
- Tomasz Wilman (2016)
- Maciej Bartoszek (2016–17)
- Gino Lettieri (2017–19)
- Mirosław Smyła (2019–20)
- Maciej Bartoszek (2020–21)
- Dominik Nowak (2021)
- Leszek Ojrzyński (2021–)